# Kaytazdere, Altınova
Kaytazdere là một thị trấn thuộc huyện Altınova, tỉnh Yalova, Thổ Nhĩ Kỳ. Dân số thời điểm năm 2010 là 5.151 người.